# Xylopagurus tayrona
Xylopagurus tayrona is een tienpotigensoort uit de familie van de Paguridae. De wetenschappelijke naam van de soort is voor het eerst geldig gepubliceerd in 1993 door Lemaitre & Campos.